# 동내면
동내면(東內面)은 대한민국 강원특별자치도 춘천시의 면이다. 넓이는 36.62km2이고, 인구는 2012년 1월 기준으로 14,386명이다.

## 행정 구역
- 학곡리(鶴谷里)
- 거두리(擧頭里)
- 고은리(古隱里)
- 사암리(沙岩里)
- 신촌리(新村里)

## 교육
- 동내초등학교

## 아파트
| 단지명                     | 건설사                    | 시행사         | 주소                     | 주소   | 입주        | 비고     |
| -------------------------- | ------------------------- | -------------- | ------------------------ | ------ | ----------- | -------- |
| 거두주공                   | 섬강종합건설㈜            | 대한주택공사   | 동내면 거두택지길 88     | 거두리 | 2009년 3월  | 국민임대 |
| 거두 1차 호반베르디움      | 호반건설                  | ㈜호반베르디움 | 동내면 외솔길19번길 80-7 | 거두리 | 2009년 7월  |          |
| 거두 2차 호반베르디움 에코 | 포부스건설㈜              | 포부스주택㈜   | 동내면 거두택지길 10     | 거두리 | 2015년 12월 |          |
| 거두지구 현대성우오스타    | ㈜성우종합건설            | ㈜성우종합건설 | 동내면 춘천순환로 93     | 거두리 | 2009년 8월  |          |
| 초록지붕                   | 세경건설㈜                | 세경산업㈜     | 동내면 거두택지길 7      | 거두리 | 2006년 10월 |          |
| 산수빌                     | ㈜대양                    | 강원개발공사   | 동내면 향군길 23         | 신촌리 | 2005년 7월  |          |
| 학곡 모아엘가 그랑데       | ㈜모아건설산업 ㈜혜림건설 | 한아건설㈜     | 동내면 학곡지구길 52     | 학곡리 | 2024년 10월 |          |
| 학곡 모아엘가 비스타       | ㈜혜림건설                | 엠에스글로벌㈜ | 동내면 학곡지구길 22     | 학곡리 | 2025년 2월  |          |

## 사업
- 일동후디스 춘천공장